# Liste von Leuchttürmen in Irland
Diese Liste führt Leuchttürme in der Republik Irland auf. Weitere Einträge finden sich unter Liste von Leuchttürmen in Nordirland. Die Leuchttürme werden von den Commissioners of Irish Lights betrieben.
Leuchtturm heißt auf englisch Lighthouse. Bei den Stationen, die durch einen Neubau ersetzt wurden, ist ein zweites Baujahr angegeben.

## Liste
| Name                              | County                 | Gewässer         | Position                        | Baujahr(e) | Turmhöhe | Feuerhöhe | Kennung         | Bild            |
| --------------------------------- | ---------------------- | ---------------- | ------------------------------- | ---------- | -------- | --------- | --------------- | --------------- |
| Achillbeg Lighthouse              | Mayo                   | Clew Bay         | 53° 51′ 29,2″ N, 9° 56′ 50,4″ W | 1965       | 9 m      | 56 m      | Fl.WR.5s        |                 |
| Aranmore Lighthouse               | Donegal                | Nordatlantik     | 55° 0′ 52,9″ N, 8° 33′ 37,5″ W  | 1798/1865  | 23 m     | 71 m      | Fl(2)W.20s      |                 |
| Ardnakinna Lighthouse             | Cork                   | Bantry Bay       | 51° 37′ 6,5″ N, 9° 55′ 5,2″ W   | 1850/1965  | 20 m     | 62 m      | Fl(2)WR.10s     |                 |
| Baily Lighthouse                  | Fingal                 | Dublin Bay       | 53° 21′ 41,5″ N, 6° 3′ 9″ W     | 1814       | 13 m     | 41 m      | Fl.W.15s        |                 |
| Balbriggan Lighthouse             | Fingal                 | Dublin Bay       | 53° 36′ 46,7″ N, 6° 10′ 42,2″ W | 1769       | 11 m     | 12 m      | Fl(3)WRG.20s    |                 |
| Ballagh Rocks Lighthouse          | Donegal                | Nordatlantik     | 54° 59′ 57,8″ N, 8° 28′ 50,3″ W | 1982       | 10 m     | 13 m      | Fl.W.2.5s       |                 |
| Ballinacourty Point Lighthouse    | Waterford              | Keltische See    | 52° 4′ 41,2″ N, 7° 33′ 10,7″ W  | 1858       | 13 m     | 16 m      | Fl(2)WRG.10s    |                 |
| Ballycotton Lighthouse            | Cork                   | Keltische See    | 51° 49′ 32,2″ N, 7° 59′ 3,2″ W  | 1851       | 15 m     | 59 m      | Fl.WR.10s       |                 |
| Beeves Rock Lighthouse            | Clare                  | Shannon          | 52° 39′ 0,7″ N, 9° 1′ 20,8″ W   | 1855       | 12 m     | 12 m      | Fl.WR.5s        |                 |
| Black Head (Clare) Lighthouse     | Clare                  | Galway Bay       | 53° 9′ 14″ N, 9° 15′ 53,8″ W    | 1936       | 8 m      | 20 m      | Fl.WR.5s        |                 |
| Black Rock (Mayo) Lighthouse      | Mayo                   | Nordatlantik     | 54° 4′ 3,3″ N, 10° 19′ 13,8″ W  | 1864       | 15 m     | 86 m      | Fl.WR.12s       |                 |
| Black Rock (Sligo) Lighthouse     | Sligo                  | Sligo Bay        | 54° 18′ 27,1″ N, 8° 37′ 3,1″ W  | 1835       | 25 m     | 24 m      | Fl.WR.5s        |                 |
| Blacksod Lighthouse               | Mayo                   | Nordatlantik     | 54° 5′ 54,7″ N, 10° 3′ 37,8″ W  | 1864       | 12 m     | 13 m      | Fl(2)WR.7.5s    |                 |
| Broadhaven Lighthouse             | Mayo                   | Nordatlantik     | 54° 16′ 3,7″ N, 9° 53′ 19,2″ W  | 1848       | 15 m     | 27 m      | Iso.WR.4s       |                 |
| Bull Rock Lighthouse              | Cork                   | Nordatlantik     | 51° 35′ 31,2″ N, 10° 18′ 4,4″ W | 1889       | 15 m     | 91 m      | Fl.W.15s        |                 |
| Buncrana Lighthouse               | Donegal                | Lough Swilly     | 55° 7′ 36,2″ N, 7° 27′ 52,8″ W  | 1876/2009  | 6 m      | 11 m      | Iso.WR.4s       |                 |
| Cashla Bay Lighthouse             | Galway                 | Galway Bay       | 53° 15′ 50″ N, 9° 33′ 58,9″ W   | 1984       | 4 m      | 6 m       | Iso.WRG.5s      |                 |
| Clare Island Lighthouse           | Mayo                   | Clew Bay         | 53° 49′ 38,2″ N, 9° 58′ 59,4″ W | 1812       | 11 m     |           | gelöscht (1965) |                 |
| Copper Point Lighthouse           | Cork                   | Keltische See    | 51° 30′ 15″ N, 9° 32′ 3,8″ W    | 1864       | 15 m     | 16 m      | Q(3)W.10s       |                 |
| Corlis Point Front                | Clare                  | Shannon          | 52° 37′ 6″ N, 9° 36′ 21,8″ W    | 1998       | 4 m      | 9 m       | Oc.W.5s         | Bild gesucht BW |
| Corlis Point Rear                 | Clare                  | Shannon          | 52° 37′ 41,6″ N, 9° 35′ 20,1″ W | 1998       | 25 m     | 27 m      | Oc.W.5s         | Bild gesucht BW |
| Cromwell Point Lighthouse         | Kerry                  | Nordatlantik     | 51° 56′ 1,3″ N, 10° 19′ 16,8″ W | 1841       | 15 m     | 16 m      | Fl.WR.2s        |                 |
| Crookhaven Lighthouse             | Cork                   | Keltische See    | 51° 28′ 35,6″ N, 9° 42′ 16,4″ W | 1843       | 14 m     | 20 m      | LFl.WR.8s       |                 |
| Dundalk Lighthouse                | Louth                  | Irische See      | 53° 58′ 33,6″ N, 6° 17′ 42,8″ W | 1855       | 10 m     | 10 m      | Fl.WR.15s       |                 |
| Dunmore East Lighthouse           | Waterford              | Keltische See    | 52° 8′ 56″ N, 6° 59′ 21,3″ W    | 1825       | 16 m     | 13 m      | Fl.WR.8s        |                 |
| Dunree Lighthouse                 | Donegal                | Lough Swilly     | 55° 11′ 53,3″ N, 7° 33′ 15″ W   | 1876       | 6 m      | 46 m      | Fl(2)WR.5s      |                 |
| Eagle Island Lighthouse           | Mayo                   | Nordatlantik     | 54° 17′ 0,5″ N, 10° 5′ 33,6″ W  | 1835       | 11 m     | 67 m      | Fl(3)W.15s      |                 |
| Eeragh Lighthouse                 | Galway                 | Nordatlantik     | 53° 8′ 53″ N, 9° 51′ 23,3″ W    | 1857       | 31 m     | 35 m      | Fl.W.15s        |                 |
| Fanad Head Lighthouse             | Donegal                | Nordatlantik     | 55° 16′ 34,3″ N, 7° 37′ 55,2″ W | 1817/1886  | 22 m     | 39 m      | Fl(5)WR.20s     |                 |
| Fastnet Rock Lighthouse           | Cork                   | Keltische See    | 51° 23′ 21,5″ N, 9° 36′ 10,7″ W | 1854/1904  | 54 m     | 49 m      | Fl.W.5s         |                 |
| Galley Head Lighthouse            | Cork                   | Keltische See    | 51° 31′ 46,8″ N, 8° 57′ 8,6″ W  | 1878       | 21 m     | 53 m      | Fl(5)W.20s      |                 |
| Hook Head Lighthouse              | Wexford                | Keltische See    | 52° 7′ 25,5″ N, 6° 55′ 46,1″ W  | ~1172      | 35 m     | 46 m      | Fl.W.3s         |                 |
| Howth Lighthouse                  | Fingal                 | Irische See      | 53° 23′ 38,7″ N, 6° 4′ 0,7″ W   | 1818/1982  | 10 m     | 13 m      | Fl(2)WR.7.5s    |                 |
| Inisheer Lighthouse               | Galway                 | Nordatlantik     | 53° 2′ 46,6″ N, 9° 31′ 34,6″ W  | 1857       | 34 m     | 34 m      | Iso.WR.12s      |                 |
| Inishgort Lighthouse              | Mayo                   | Clew Bay         | 53° 49′ 36″ N, 9° 40′ 14,2″ W   | 1827       | 8 m      | 11 m      | LFl.W.10s       |                 |
| Inishowen Lighthouse              | Donegal                | Nordatlantik     | 55° 13′ 34″ N, 6° 55′ 44,9″ W   | 1837       | 23 m     | 29 m      | Fl(2)WRG.10s    |                 |
| Inishtearaght Lighthouse          | Kerry                  | Nordatlantik     | 52° 4′ 32,4″ N, 10° 39′ 40,6″ W | 1870       | 17 m     | 84 m      | Fl(2)W.20s      |                 |
| Inishtrahull Lighthouse           | Donegal                | Nordatlantik     | 55° 25′ 51,8″ N, 7° 14′ 37,7″ W | 1812/1958  | 23 m     | 59 m      | Fl(3)W.15s      |                 |
| Kish Bank Lighthouse              | Dún Laoghaire-Rathdown | Dublin Bay       | 53° 18′ 39″ N, 5° 55′ 32,5″ W   | 1965       | 31 m     | 29 m      | Fl(2)W.20s      |                 |
| Little Samphire Island Lighthouse | Kerry                  | Tralee Bay       | 52° 16′ 15,2″ N, 9° 52′ 54,5″ W | 1854       | 12 m     | 17 m      | Fl.WRG.5s       |                 |
| Loop Head Lighthouse              | Clare                  | Nordatlantik     | 52° 33′ 39,2″ N, 9° 55′ 55,8″ W | 1854       | 23 m     | 84 m      | Fl(4)W.20s      |                 |
| Lower Rosses Lighthouse           | Sligo                  | Sligo Bay        | 54° 19′ 43″ N, 8° 34′ 21,6″ W   | 1908       | 8 m      | 8 m       | Fl(2)WRG.10s    | Bild gesucht BW |
| Metal Man Lighthouse              | Sligo                  | Sligo Bay        | 54° 18′ 13,6″ N, 8° 34′ 32,7″ W | 1821       | 5 m      | 3 m       | Fl(3)W.6s       |                 |
| Mine Head Lighthouse              | Waterford              | Keltische See    | 51° 59′ 33,4″ N, 7° 35′ 13,5″ W | 1851       | 21 m     | 87 m      | Fl(4)W.30s      |                 |
| Mizen Head Lighthouse             | Cork                   | Keltische See    | 51° 27′ 0,4″ N, 9° 49′ 10,5″ W  | 1959       | 4 m      | 55 m      | Iso.W.4s        |                 |
| Muglins Lighthouse                | Dún Laoghaire-Rathdown | Dublin Bay       | 53° 16′ 31,4″ N, 6° 4′ 34,8″ W  | 1906       | 9 m      | 14 m      | Fl.R.5s         |                 |
| North Bank Lighthouse             | Dublin                 | River Liffey     | 53° 20′ 41,5″ N, 6° 10′ 35,2″ W | 1882       | 11 m     | 10 m      | Ubr. gn.        |                 |
| North Bull Lighthouse             | Dublin                 | Dublin Bay       | 53° 20′ 41,6″ N, 6° 8′ 58,9″ W  | 1880       | 15 m     | 15 m      | Blz. gn.        |                 |
| North Wall Lighthouse             | Dublin                 | River Liffey     | 53° 20′ 44,7″ N, 6° 12′ 59,4″ W | 1904       | 12 m     | 12 m      |                 |                 |
| Old Head of Kinsale Lighthouse    | Cork                   | Keltische See    | 51° 36′ 16,7″ N, 8° 32′ 0,3″ W  | 1665/1853  | 30 m     | 72 m      | Fl(2)W.10s      |                 |
| Oyster Island Lighthouse          | Sligo                  | Sligo Bay        | 54° 18′ 6,7″ N, 8° 34′ 16,2″ W  | 1837/1893  | 12 m     | 13 m      | Fl(3)W.6s       |                 |
| Poolbeg Lighthouse                | Dublin                 | Dublin Bay       | 53° 20′ 31,6″ N, 6° 9′ 4,9″ W   | 1820       | 20 m     | 20 m      | Fl(3)W.6s       |                 |
| Rathlin O’Birne Lighthouse        | Donegal                | Nordatlantik     | 54° 39′ 47,8″ N, 8° 49′ 57,4″ W | 1856       | 20 m     | 35 m      | Fl.WR.15s       | Bild gesucht BW |
| Roancarrigmore Lighthouse         | Cork                   | Bantry Bay       | 51° 39′ 10,8″ N, 9° 44′ 49,2″ W | 1847       | 7 m      | 18 m      | Fl.WR.3s        |                 |
| Roche's Point Lighthouse          | Cork                   | Keltische See    | 51° 47′ 35,2″ N, 8° 15′ 17,2″ W | 1817/1835  | 15 m     | 30 m      | Fl.WR.3s        |                 |
| Rockabill Lighthouse              | Fingal                 | Irische See      | 53° 35′ 48,4″ N, 6° 0′ 15,6″ W  | 1860       | 32 m     | 45 m      | Fl.WR.12s       |                 |
| Rotten Island Lighthouse          | Donegal                | Donegal Bay      | 54° 36′ 52,3″ N, 8° 26′ 27,6″ W | 1838       | 14 m     | 20 m      | Fl.WR.4s        |                 |
| Scattery Island Lighthouse        | Clare                  | Shannon          | 52° 36′ 20″ N, 9° 31′ 4″ W      | 1872       | 12 m     | 15 m      | Fl(2)W.8s       |                 |
| Sheep's Head Lighthouse           | Cork                   | Bantry Bay       | 51° 32′ 34,3″ N, 9° 50′ 54,3″ W | 1968       | 7 m      | 83 m      | Fl(3)WR.15s     |                 |
| Skelligs Lighthouse               | Kerry                  | Nordatlantik     | 51° 46′ 6,5″ N, 10° 32′ 31,1″ W | 1826/1967  | 12 m     | 53 m      | Fl(3)W.15s      |                 |
| Slyne Head Lighthouse             | Galway                 | Nordatlantik     | 53° 23′ 59,8″ N, 10° 14′ 3,1″ W | 1836       | 24 m     | 35 m      | Fl(2)W.15s      |                 |
| Spit Bank Lighthouse              | Cork                   | Hafen von Cork   | 51° 50′ 43,2″ N, 8° 16′ 26,8″ W | 1853       | 10,5 m   | 10 m      | Fl(2)           |                 |
| St Johns Point Lighthouse         | Donegal                | Donegal Bay      | 54° 34′ 9,6″ N, 8° 27′ 35,6″ W  | 1831       | 14 m     | 30 m      | Fl.W.6s         |                 |
| Straw Island Lighthouse           | Donegal                | Nordatlantik     | 53° 7′ 4,8″ N, 9° 37′ 50,2″ W   | 1878       | 11 m     | 11 m      | Fl(2)W.5s       |                 |
| Tarbert Island Lighthouse         | Kerry                  | Shannon          | 52° 35′ 31,1″ N, 9° 21′ 48,9″ W | 1834       | 22 m     | 18 m      | Iso.WR.4s       |                 |
| Tory Island Lighthouse            | Donegal                | Nordatlantik     | 55° 16′ 21,4″ N, 8° 14′ 57,8″ W | 1832       | 27 m     | 40 m      | Fl(4)W.30s      |                 |
| Tuskar Rock Lighthouse            | Wexford                | St.-Georgs-Kanal | 52° 12′ 10,5″ N, 6° 12′ 26,7″ W | 1815       | 34 m     | 33 m      | Q(2)W.7.5s      |                 |
| Wicklow Head Lighthouse           | Wicklow                | St.-Georgs-Kanal | 52° 57′ 55,6″ N, 5° 59′ 53,3″ W | 1781/1818  | 14 m     | 37 m      | Fl(3)W.15s      |                 |
| Youghal Lighthouse                | Cork                   | Keltische See    | 51° 56′ 34,1″ N, 7° 50′ 31,8″ W | 1852       | 15 m     | 24 m      | Fl.WR.2.5s      |                 |